# 鳳山天公廟
鳳山天公廟又稱鳳邑天公廟，初名鳳邑玉皇宮，為一所主奉玉皇上帝的道教廟宇。位於高雄市鳳山區光明路151號，接近中正路。附設立圖書室，年年發放市內各級學校學生清寒績優獎助學金。自民國七十六年（1987年）開始實施，至今迄未中斷，鼓勵學生繼續上進，熱心地方文教、慈善、社會福利、重大水災、震災賑濟及復建捐獻。

## 歷史
鳳山天公廟於清朝嘉慶三年（1798年）創建，迄今已有二百多年的歷史，鄉民編茅庵奉祀玉皇上帝，祈求平安。咸豐三年（1853年），士紳林江河鳩資，以磚改建。屢經多年重修，廟貌壯麗。臺灣日治時期，由清代秀才林靜觀管理，後由林朝木先生接管。民國三十七年（1948年）改廟向由坐東朝西為坐西向東，背依高雄壽山，而面向北大武山。民國六十一年（1972年）至民國六十四年（1975年）擴大廟宇規模，改建完成為二樓式玉皇宮。民國八十八年（1999年）購置廟旁鳳山農會土地，與原有廟地合計695坪，並開始籌劃重建工作，民國九十三年（2004年）二月正式動土奠基歷經八年，至民國壹佰零壹年（2012年）十一月全部竣工。

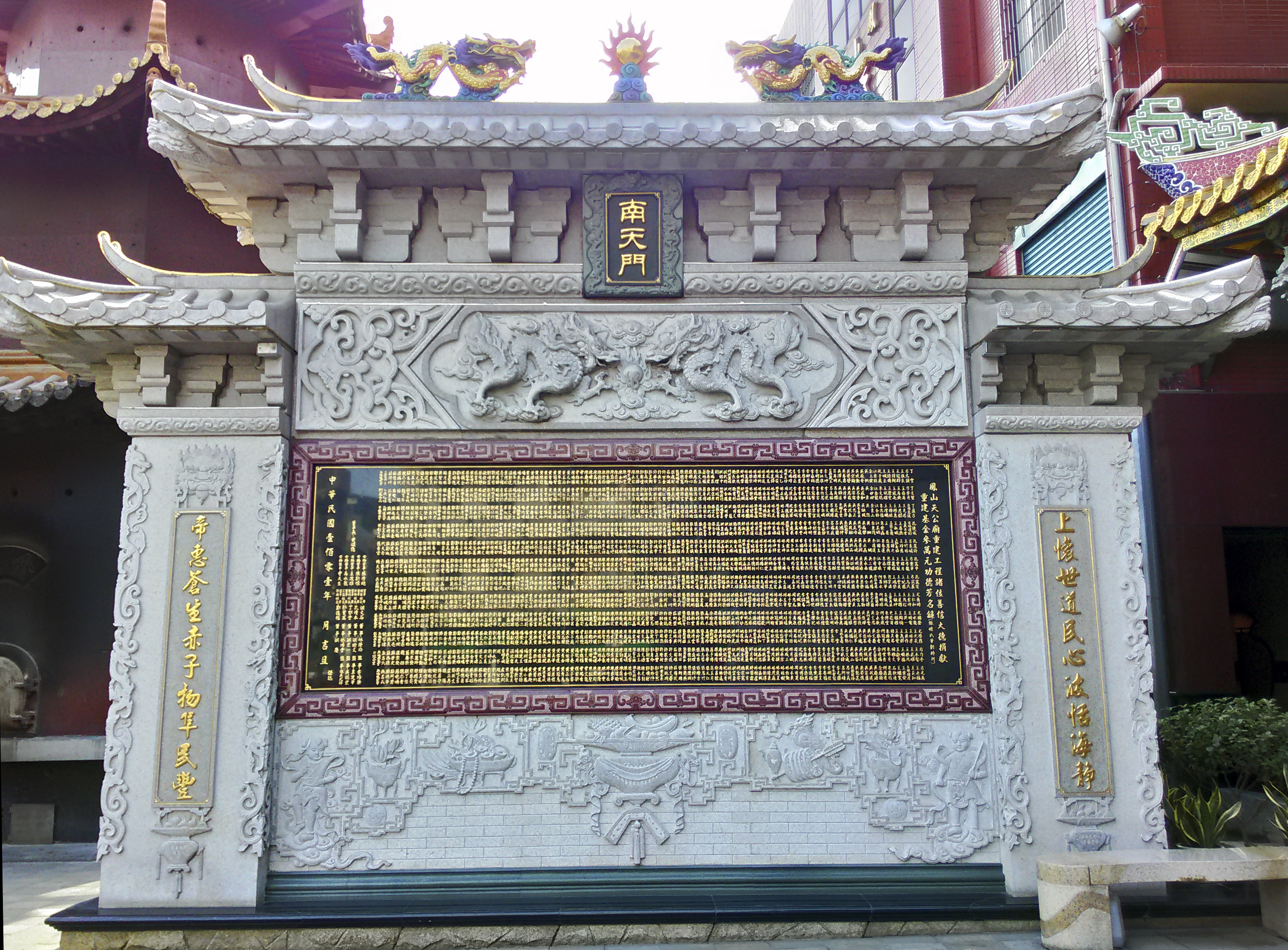
記載民國壹佰零壹年鳳山天公廟重建工程善信大德之名，左右對聯「上懷世道民心波恬海靜，帝惠蒼生赤子物阜民豐」

## 奉祀神祇
一樓金碧輝煌、氣勢磅礡、雕樑畫棟、人物栩栩如生，奉祀五斗星君（西斗星君、北斗星君、斗姆星君、南斗星君、東斗星君）、太歲星君、十二生肖神尊、文昌帝君、太陽星君、福德正神、註生娘娘、太陰星君、月老星君、虎爺公。
二樓莊嚴肅穆、壯觀宏偉並有彩色玉石浮雕而成的「眾神扈蹕圖」及千算萬算不值天一劃的「一字匾」，主祀玉皇大帝，配祀南斗星君、北斗星君、張天師、王天君、李天王、趙天君、三官大帝、三教主（大成至先師孔夫子、釋迦牟尼佛、太上老君）、虎爺公。

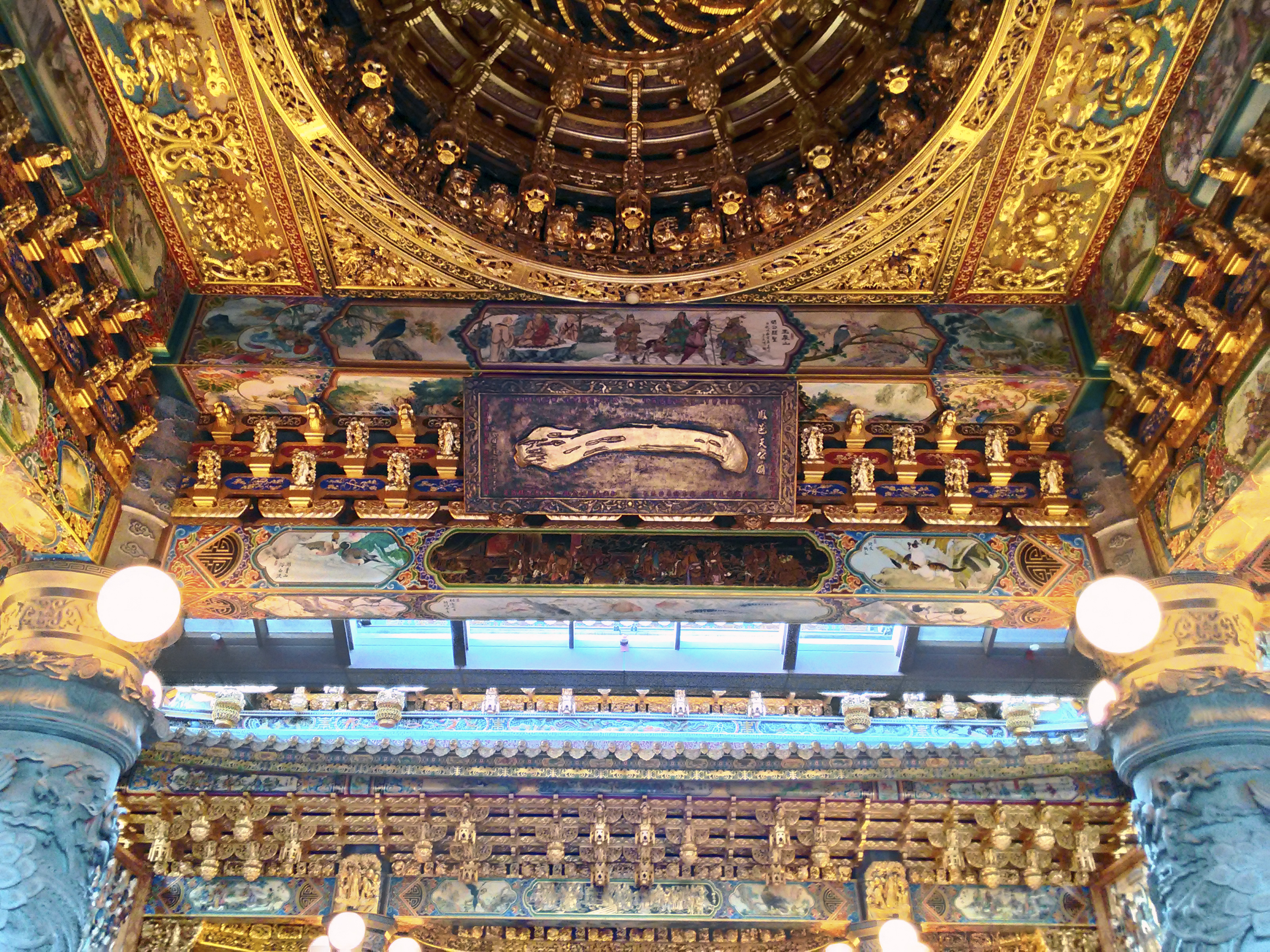
一字匾位於鳳山天公廟二樓

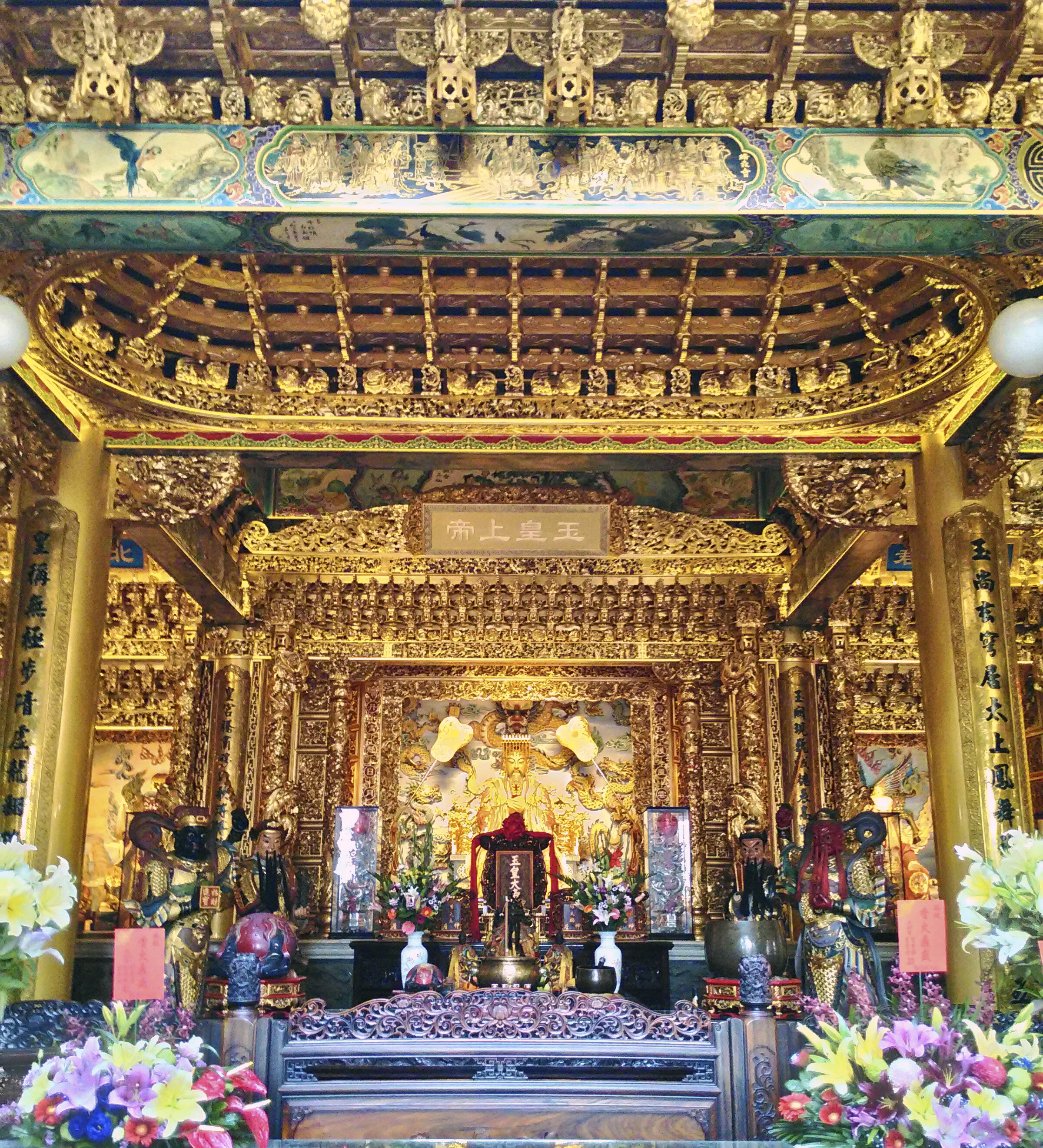
鳳山天公廟玉皇上帝

## 外部連結
- 高雄市鳳山天公廟 （页面存档备份，存于）